# Noordwijkerhout

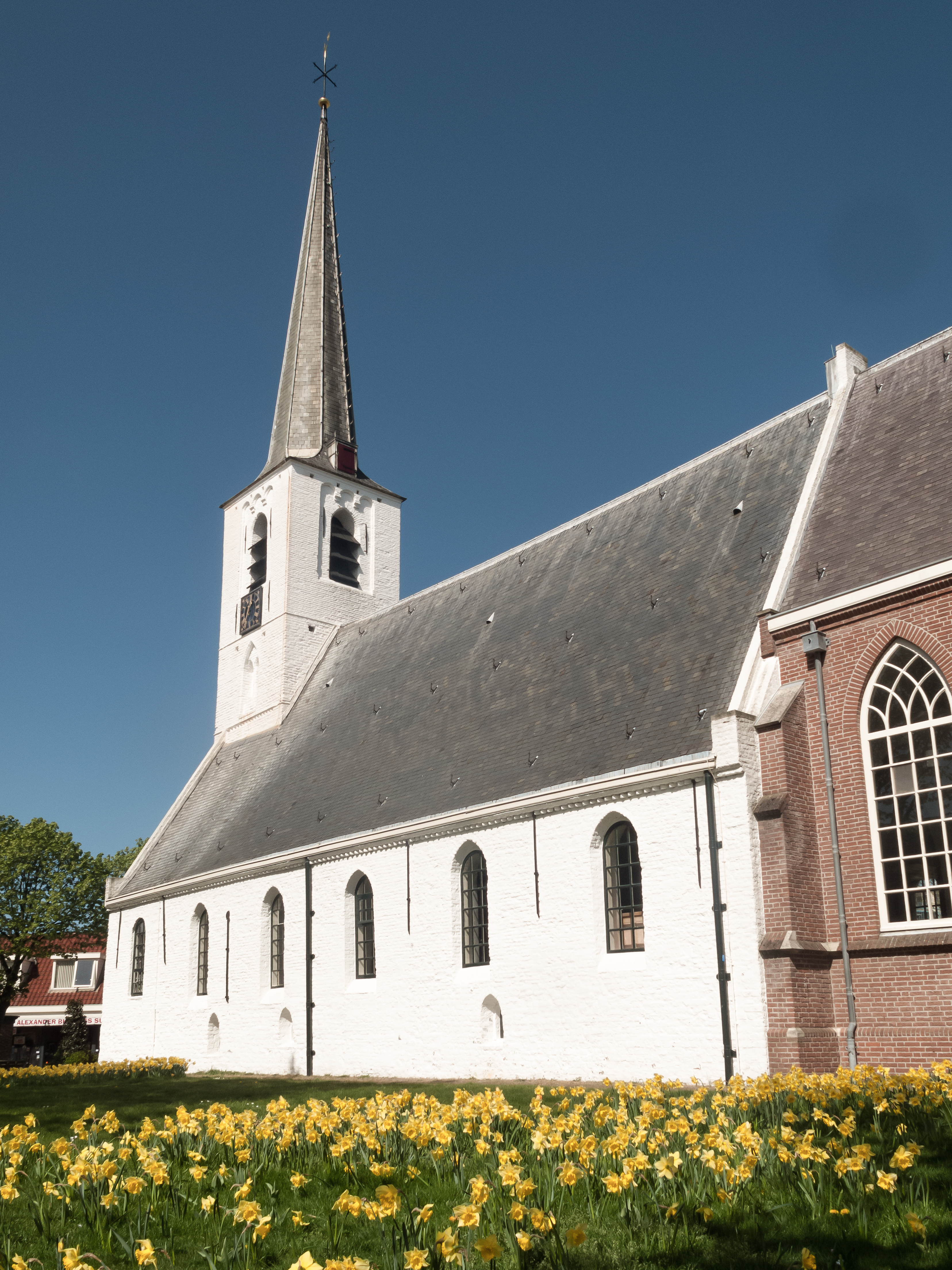
L'église : Witte Kerk

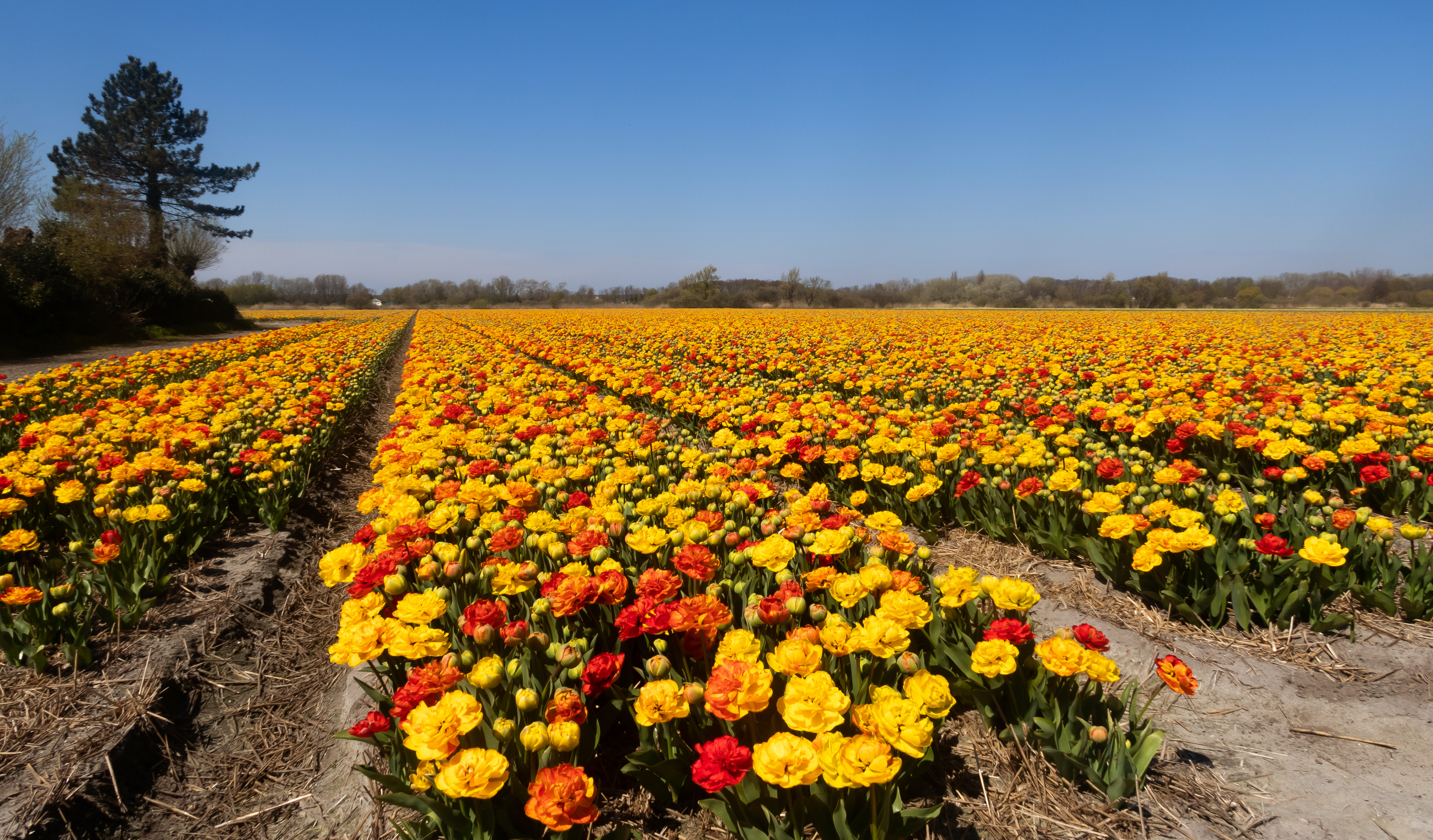
Le champ avec des tulipes doubles jaune-rouge sur les Oosterduinen

Noordwijkerhout est un village et une ancienne commune néerlandaise, en province de Hollande-Méridionale.

## Localités
Les localités dans l'ancienne commune de Noordwijkerhout : De Zilk, Noordwijkerhout et Ruigenhoek.